# カリン (原田知世のアルバム)
『カリン』は、原田知世の22作目のスタジオ・アルバム（ミニ・アルバム）。2024年11月27日にヴァーヴ・レコードからリリースされた。2形態で発売され、初回限定版は高音質UHQCD・スリーヴケ―ス仕様でミニ・フォトブックが付属し、通常版はSHM-CDのみとなっている。

## 概要
収録曲はすべて″冬″をテーマに書き下ろされた新曲で構成されており、総合プロデュースは20年近くに亘り原田の音楽面のパートナーを務めてきた伊藤ゴローが本作でも担当し、ジャケットにはイラストレーターの塩川いづみの描き下ろしたポートレートが採用された。
作家陣には、伊藤のほか「ヴァイオレット」に続く2作目の提供となる川谷絵音、原田と同様pupaのメンバーであり、長年の音楽仲間でもある高野寛、近年の原田の作品に詞を提供している高橋久美子、そして初参加となる藤原さくら、sorayaが参加。川谷絵音とsorayaはそれぞれサウンド・プロデュースも手掛けている。
制作にあたり大切にしたことについて原田は「今まで以上に、聴いてくださった方が、『心地よい音だな』と感じていただけるような歌い方に挑戦しました。また、今回さまざまな世代の方に歌詞を書いていただき、プロデューサーの伊藤ゴローさんと意見を出し合いながら、1曲1曲、こだわりながら歌入れをしました。とても新鮮な制作期間でした」と語った。
本作リリース直後の11月30日には都内某所で発売記念イベント「原田知世『カリン』Special Listening Party」が開催された。このイベントは、アルバム収録曲を聴きながら原田や伊藤ゴローのトークを楽しむというもので、UNIVERSAL MUSIC STOREで本作を予約した人の中から抽選で200名が招待された。
12月17日には恵比寿ザ・ガーデンホールにてミニ・ライブ「L'ULTIMO BACIO Anno 24 『カリン』リリース記念 原田知世 Special Live」が開催された。

## 収録曲

### 初回限定版・通常版共通
| #         | タイトル             | 作詞           | 作曲       | 編曲                       | 時間  |
| --------- | -------------------- | -------------- | ---------- | -------------------------- | ----- |
| 1.        | 「カトレア」         | 川谷絵音       | 川谷絵音   | 川谷絵音（Sound Produced） | 4:00  |
| 2.        | 「winter pupa」      | 高野寛         | 伊藤ゴロー | 伊藤ゴロー（Produced）     | 3:49  |
| 3.        | 「朝に」             | 藤原さくら     | 伊藤ゴロー | 伊藤ゴロー（Produced）     | 3:38  |
| 4.        | 「インディゴブルー」 | 高橋久美子     | 伊藤ゴロー | 伊藤ゴロー（Produced）     | 4:08  |
| 5.        | 「ひねもすLOVE」     | 高橋久美子     | 伊藤ゴロー | 伊藤ゴロー（Produced）     | 3:19  |
| 6.        | 「セレンディピティ」 | Ruri Matsumura | 壷阪健登   | 壷阪健登（Sound Produced） | 4:41  |
| 合計時間: | 合計時間:            | 合計時間:      | 合計時間:  | 合計時間:                  | 23:38 |

## L'ULTIMO BACIO Anno 24『カリン』リリース記念 原田知世 Special Live
| #   | タイトル                    | 作詞 | 作曲・編曲 |
| --- | --------------------------- | ---- | ---------- |
| 1.  | 「朝に」                    |      |            |
| 2.  | 「雨音を聴きながら」        |      |            |
| 3.  | 「燃える太陽を抱いて」      |      |            |
| 4.  | 「うたかたの恋」            |      |            |
| 5.  | 「My Dear」                 |      |            |
| 6.  | 「セレンディピティ」        |      |            |
| 7.  | 「Hello ～休憩～」          |      |            |
| 8.  | 「LOVE-HOLIC」              |      |            |
| 9.  | 「winter pupa」             |      |            |
| 10. | 「カトレア」                |      |            |
| 11. | 「空と糸 -talking on air-」 |      |            |
| 12. | 「アパルトマン」            |      |            |
| 13. | 「インディゴブルー」        |      |            |

| #   | タイトル             | 作詞 | 作曲・編曲 |
| --- | -------------------- | ---- | ---------- |
| 14. | 「100 LOVE-LETTERS」 |      |            |

### 参加メンバー
- 原田知世（ボーカル）
- 伊藤ゴロー（バンドリーダー、ギター）
- 佐藤浩一（ピアノ、キーボード）
- 鳥越啓介（ベース）
- 能村亮平（ドラムス）
- 角銅真実（パーカッション、コーラス）
- 伊藤彩（ヴァイオリン）